# Кино 3.0
«Кино 3.0» — документальный проект кинокритика Никиты Карцева и режиссёра Ланы Дружининой об истории современного российского кинематографа. Участник секции документального кино ММКФ 2023.

## В ролях
- Гоша Куценко
- Алексей Нужный
- Сергей Сельянов
- Елена Лядова
- Джаник Файзиев
- Клим Шипенко
- Фёдор Бондарчук
- Владимир Хотиненко
- Пётр Буслов
- Юрий Быков
- Александр Войтинский
- Светлана Дружинина
- Валерия Гай Германика
- Алексей Учитель
- Евгений Цыганов
- Егор Кончаловский
- Жора Крыжовников
- Елена Яцура

## Восприятие
- Галина Иванова (SRSLY): «На деле „Кино 3.0“ рассказывает не столько о становлении российского кинематографа, сколько об истории нашей страны, но сквозь призму кино. Авторы проекта (и Карцев в частности) разбираются, какое влияние оказала окружающая действительность на креаторов, и как сами творцы влияли на умы зрителей. А попутно, вспоминая прошлое, режиссёры, продюсеры и актёры строят планы на далёкое будущее и прогнозируют, как преобразится кино»[2].
- Зинаида Пронченко (Коммерсантъ): «Кажется, что фильм Карцева, прежде чем добраться до зрителя, несколько раз был показан цензурному комитету. Не с этим ли связаны провалы в памяти у взявшегося задокументировать историю российского кино историографа, выбравшего себе в качестве аватара чудную девочку в футуристических доспехах, разглядывающую на перебивках коробки с плёнкой? Вот уже и нулевые на исходе, а ни слова не было сказано о творчестве Кирилла Серебренникова и Ренаты Литвиновой, Авдотьи Смирновой и Александра Сокурова, куда-то исчезли „новые тихие“ — Борис Хлебников и Алексей Попогребский, Николай Хомерики и Василий Сигарев. А самый главный режиссёр нулевых и десятых Андрей Звягинцев скромно представлен кадрами из „Левиафана“. Имя его не произносят»[3].